# Martin Ehrenhauser

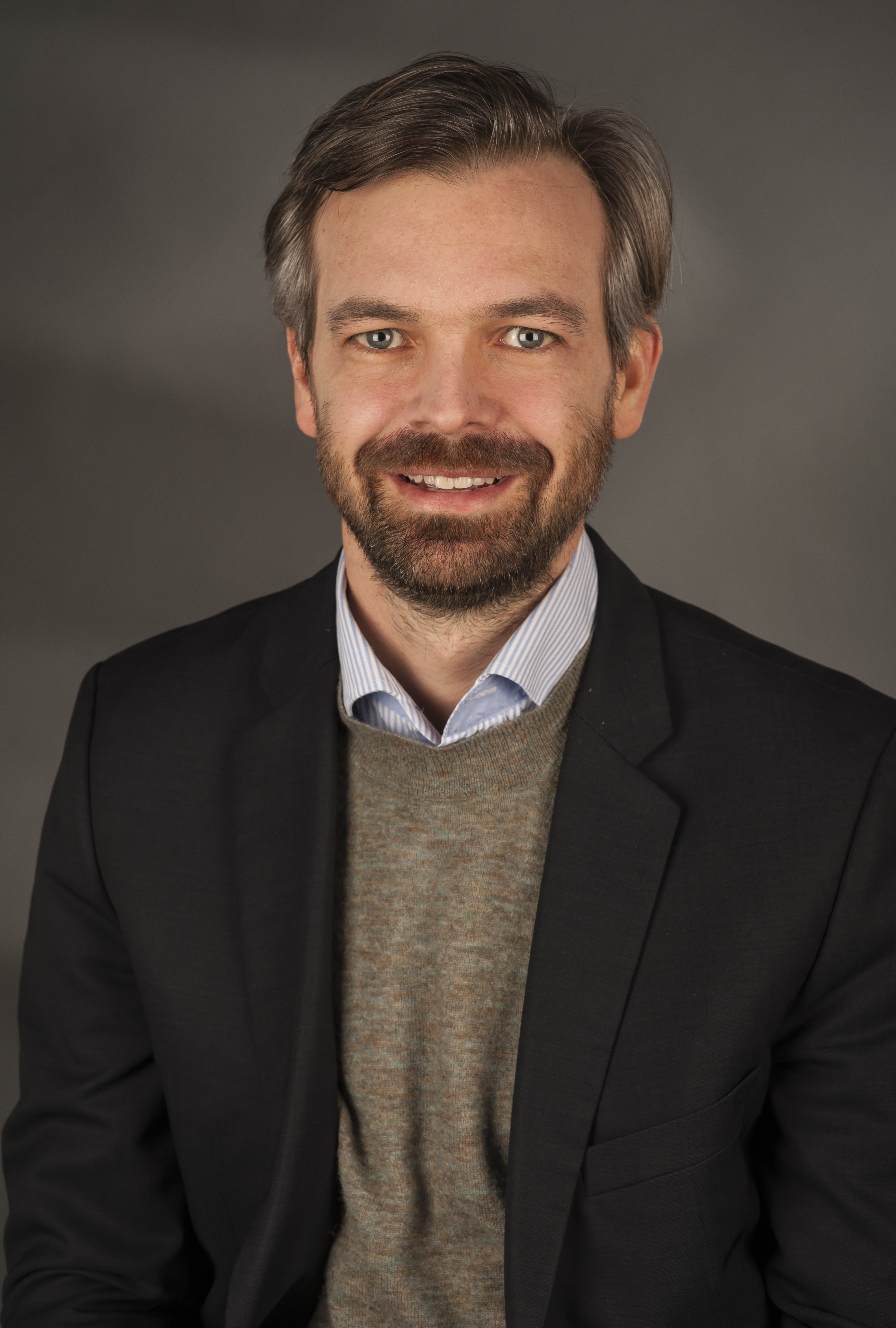
Martin Ehrenhauser (2014)

Martin Ehrenhauser (* 18. September 1978 in Linz) ist ein österreichischer Politiker. Er war von 2009 bis 2014 fraktionsloses Mitglied des Europäischen Parlaments und zur Europawahl 2014 Spitzenkandidat von Europa anders.

## Lebenslauf
Nach einer Kochlehre und anschließender Berufstätigkeit als Koch studierte Martin Ehrenhauser von 2001 bis 2005 Betriebswirtschaftslehre an der Universität Linz und von 2003 bis 2007 Politikwissenschaft in Innsbruck und Loughborough. Danach war er bis 2009 als Büroleiter von Hans-Peter Martin im Europäischen Parlament tätig. Martin Ehrenhauser ist verheiratet und hat drei Töchter.

## Politische Laufbahn
Seine politische Karriere begann Martin Ehrenhauser 2005 als Bundesmandatar der Österreichischen Hochschülerschaft für das Liberale Studenten Forum (LSF).

### Europawahl 2009
Bei der Europawahl in Österreich 2009 war Ehrenhauser auf Platz vier der Wahlliste Liste Dr. Martin platziert, zog allerdings, obwohl die Liste nur drei Mandate erhielt, durch den Verzicht zweier anderer Kandidaten in das Europäische Parlament ein. Von den Medien wurde dies kritisch gesehen, besonders weil die Verzichtenden später von Ehrenhauser als Assistenten angestellt wurden.

### Mandatszeit im Europäischen Parlament
Bei der Europawahl in Österreich 2009 zog Ehrenhauser als parteifreier Kandidat für die Wahlliste Liste Dr. Martin ein. Er war einer der jüngsten Mitglieder des Europäischen Parlaments. Er war von Juli 2009 bis Juli 2014 fraktionsfreies Mitglied des Europäischen Parlaments. Ehrenhauser war Mitglied im Ausschuss für Haushaltskontrolle und Stellvertreter im Unterausschuss Sicherheit und Verteidigung sowie in der Delegation für die Beziehungen zum Iran.
Ehrenhauser war darüber hinaus Mitglied der Hochrangigen Arbeitsgruppe des Europäischen Parlaments und der Europäischen Kommission zur Reform des EU-Transparenzregisters und EU-Wahlbeobachter im Sudan beim Unabhängigkeitsreferendum des Südsudans.
Martin Ehrenhauser war 2012 Berichterstatter für eine Entschließung des Parlaments zur Verwaltung der humanitären Hilfsmittel der EU und eines Berichtes zur Entlastung des Europäischen Entwicklungsfonds (EEF). Ehrenhauser initiierte eine schriftliche Erklärung zum Thema Korruption, diese scheiterte allerdings daran, dass er im Parlament keine Unterstützung fand.

### Bruch mit Martin
Im April 2011 erstattet Ehrenhauser Strafanzeige gegen Hans-Peter Martin wegen Verdacht auf Betrug, Untreue und Fördergeldmissbrauch.
Darüber hinaus stellte Ehrenhauser einen Antrag auf Suspendierung von Hans-Peter Martin als Vorsitzender der Delegation der Liste Martin. Martin löste daraufhin die Delegation der Liste Martin im EU-Parlament auf.
Als Reaktion auf die Anzeige stellte Hans-Peter Martin Strafanzeige gegen Ehrenhauser, unter anderem wegen des Verdachts auf widerrechtlichen Zugriff auf ein Computersystem. Kurz nach der Immunitätsaufhebung Ehrenhausers stellte die Staatsanwaltschaft jedoch die Ermittlungen ein.
Im November 2011 wurde darüber hinaus die Magisterarbeit Martin Ehrenhausers im Wiki der Initiative Transparente Wissenschaft auf Plagiate untersucht. Die Universität Innsbruck leitete daraufhin eine offizielle Untersuchung ein. Sie wurde im August 2012 konsequenzenlos eingestellt. Ehrenhauser veröffentlichte ein Dokument, dem zufolge ein parlamentarischer Mitarbeiter Hans-Peter Martins beim Rektorat die Untersuchung eingefordert hatte.
Die Oberstaatsanwaltschaft Wien hat die Ermittlungen gegen Hans-Peter Martin im Januar 2015 eingestellt. Gleichzeitig kündigte Hans-Peter Martin an, er wolle rechtliche Schritte gegen Martin Ehrenhauser einleiten.

### Europawahl 2014
Martin Ehrenhauser kandidierte bei der Europawahl 2014 als parteiunabhängiger Spitzenkandidat für das Wahlbündnis Europa anders. Mit 35 Jahren war er der jüngste Spitzenkandidat. Am 13. April 2014 verließ Ehrenhauser als Protest gegen die Bankenrettung und die Sparpolitik die politische Live-Diskussionssendung Pressestunde zur EU-Wahl im ORF, und demonstrierte  für mehrere Wochen im Freien am Ballhausplatz. Das Wahlbündnis erreichte bei der EU-Wahl 2,1 Prozent der Wählerstimmen und schaffte damit nicht den Einzug ins Europäische Parlament.

## Politische Positionen
Martin Ehrenhauser bezeichnet sich als Befürworter der europäischen Idee, betrachtet die realpolitische Umsetzung in Form der Europäischen Union jedoch sehr kritisch. Er spricht sich für eine Reform der EU aus, an dessen Beginn ein Konvent stehen sollte.
Ehrenhauser ist Mitunterzeichner der Verfassungsklage gegen die Vorratsdatenspeicherung.
Er forderte einen humanistischen Umgang mit der digitalen Identität und sprach sich in einem offenen Brief an den US-Botschafter in Österreich gegen das Überwachungsprogramm PRISM aus. Ein paar Monate später deckte Ehrenhauser gemeinsam mit der Financial Times Deutschland das SWIFT-Datenleck auf. Entgegen den Behauptungen der Politik, dass keine innereuropäischen Bankdaten vom SWIFT-Abkommen betroffen sind, wurde bewiesen, dass das SWIFT-Abkommen auch auf diese Zugriff erlaubt. Auf Ehrenhausers Anfrage hin hatte EU-Innenkommissarin Cecilia Malmström die Differenzierung zwischen SEPA- und Swiftnet-Fin-Daten angedeutet.

## Publikationen
Während seiner Mandatszeit verfasste Ehrenhauser das Buch „Die heimliche zweite EU-Bürokratie“. Das Buch wurde unter anderem in der Financial Times Deutschland und in der Schweizer Wochenzeitschrift Weltwoche rezipiert. Darüber hinaus gab Ehrenhauser die Aufsatzsammlungen „Demokratie in Gefahr?“ und „Mehr Mut, Bürger“ heraus.
Ehrenhauser publizierte auch eine Studie über Lobbyismus der Sicherheitsindustrie in Brüssel. Die Studie zeigt auf, wie die beiden Lobbyorganisationen GESA und EOS eng mit den politischen Entscheidungsträgern verknüpft sind und Entscheidungen beeinflusst werden. Über das Ergebnis der Studie wurde in der taz, dem österreichischen Nachrichtenmagazin profil und der deutschen Wochenzeitung Die ZEIT berichtet.
In einer weiteren Fallstudie analysierte Ehrenhauser, wie Großunternehmen, die regelmäßig gegen Gesetze verstoßen, in den Beratungsgremien der Europäischen Kommission politische Entscheidungen beeinflussen.
Gemeinsam mit dem Linzer Fotografen Jürgen Gründwald verfasste Ehrenhauser den Fotoband „Offstage“. Dieser vermittelt Einblicke „Hinter den Kulissen des Europäischen Parlaments“. Die Bilder wurden 2014 mit dem „Out of the Box Award“ prämiert.
- 2010: Die heimliche zweite EU-Bürokratie, Brüssel 2010, ISBN 978-3-9502853-0-7
- 2018: Die Geldroboter: wie Hochfrequenzmaschinen unser Erspartes einkassieren und Finanzmärkte destabilisieren, Promedia, Wien 2018, ISBN 978-3-85371-435-5